# BMW R 42
La BMW R 42 est une moto construite par la compagnie BMW de 1926 à 1928.